# 朝连岛灯塔
35°53′38″N 120°52′36″E / 35.89389°N 120.87667°E
朝连岛灯塔位于中华人民共和国山东省青岛市崂山区东南方黄海海域上的朝连岛（又称潮连岛、潮涟岛、褡裢岛、岔连岛）上，距陆地31.4千米。灯塔建于1902-1903年，为青岛现存最早建成的灯塔，现为全国重点文物保护单位。

## 历史
1898年12月，德占胶澳总督府港务部门在朝连岛上安装了一支视距10海里的临时灯标，为青岛以南驶向青岛港的船只能够看到的第一个与青岛有关的导航标志。1902年，朝连岛灯塔的建造计划开始实施，灯具原计划1902年10月底由德国运抵，但因朝连岛冬季寒冷风大，灯具安装推迟至1903年3月，1903年10月交付使用。灯塔由灰色砂岩砌筑，塔高15米，高潮时离水面80米，设有白色煤油炽灯，可视距离21海里，每5秒发出一次闪光，遇大雾时每10分钟燃放药线炮一次以示灯塔所在。
1914年8月日德青岛战役爆发，驻守朝连岛的德军自毁灯塔设施和部分建筑后撤回青岛。1915年8月，灯塔被修复，导航灯可见距离21海里，每10秒发出一次闪光，并安装了气雾警报器，每隔27秒鸣3秒。1945年7月31日上午11时40分，两架美国海军飞机飞抵该岛上空并投下四枚炸弹和一枚凝固汽油弹，导致灯塔雾号、机器、宿舍等设施被毁。直至1948年8月28日，灯塔才修复。1993年灯塔大修。现灯塔上导航灯每10秒闪白光一次，可视距离24海里。
第三次全国文物普查期间，朝连岛灯塔被列为新发现不可移动文物。2011年被国家文物局列为第三次全国文物普查百大新发现之一。2012年11月7日，该灯塔列入第七批崂山区文物保护单位。2013年10月10日列入第四批山东省文物保护单位。2019年10月7日列入第八批全国重点文物保护单位。

## 建筑
朝连岛灯塔建筑面积333平方米，海拔高程68.8米，由相连的塔身与守塔人住房组成。塔身平面八角形，高12.8米，主体石砌，顶部为铜质，入口北向，内部由石砌旋转楼梯到达塔顶。守塔人住房通体石砌，红瓦屋顶，地上一层，半地下室一层，对称设计，南立面设木制敞廊与主入口，西侧设石砌敞廊和入口，南、北立面两端各有阶梯山墙。灯塔历经毁坏重建但基本保留原貌，仅东南侧楼体向前凸出约5米，与原貌不同。

## 图集
- 正立面设计图
- 平面设计图